# Transsilvanische Alpen
Die Transsilvanischen Alpen (rumänisch Carpații Meridionali, ungarisch: Déli-Kárpátok) sind ein Teil der Karpaten in Rumänien und werden oft auch Südkarpaten genannt. Die Höhe erreicht mit dem Moldoveanu bis zu 2544 Meter. Das Gebirge trennt Siebenbürgen (nördlich) von der Walachei (südlich). Den Transsilvanischen Alpen schließt sich südwestlich das Banater Gebirge an, das als Teil der Karpaten bis nach Serbien reicht. Die östliche Begrenzung ist der Predeal-Pass.

## Gliederung
Die Einteilung der Transsilvanischen Alpen wird uneinheitlich gehandhabt. In letzter Zeit werden meist vier Gebirgsgruppen mit insgesamt 23 Gebirgen unterschieden. Von West nach Ost sind hiervon die wichtigsten
- in der Gebirgsgruppe Retezat-Godeanu (vom Pasul Poarta Orientală bis zum Pasul Merișor)

Cerna
Mehedinți
Țarcu
Godeanu
Retezat
Vâlcan
- in der Gebirgsgruppe Șureanu-Parâng-Lotrului (vom Pasul Merișor bis zum Rotenturmpass/Olt)

Șurean (auch Sebeș, deutsch Mühlbacher Gebirge)
Lotru
Căpățână
Parâng
Zibinsgebirge
- in der Gebirgsgruppe Iezer-Păpușa-Făgăraș (vom Rotenturmpass/Olt bis zum Pass Curmătura Foii)

Cozia
Făgăraș
Iezer-Păpușa
Ghițu
Frunții
- in der Gebirgsgruppe Bucegi-Leaota-Piatra Craiului (vom Pass Curmătura Foii zum Predeal-Pass)

Piatra Craiului
Leaota
Bucegi
Ob das westlich des Karpatenbogens gelegene Mittelgebirge des Apuseni-Gebirges zu den Südkarpaten gezählt wird, wird unterschiedlich gehandhabt. Meist wird es heute als von den Südkarpaten unabhängige geomorphologische Einheit betrachtet.
Siehe auch Hauptartikel: Gliederung der Karpaten.

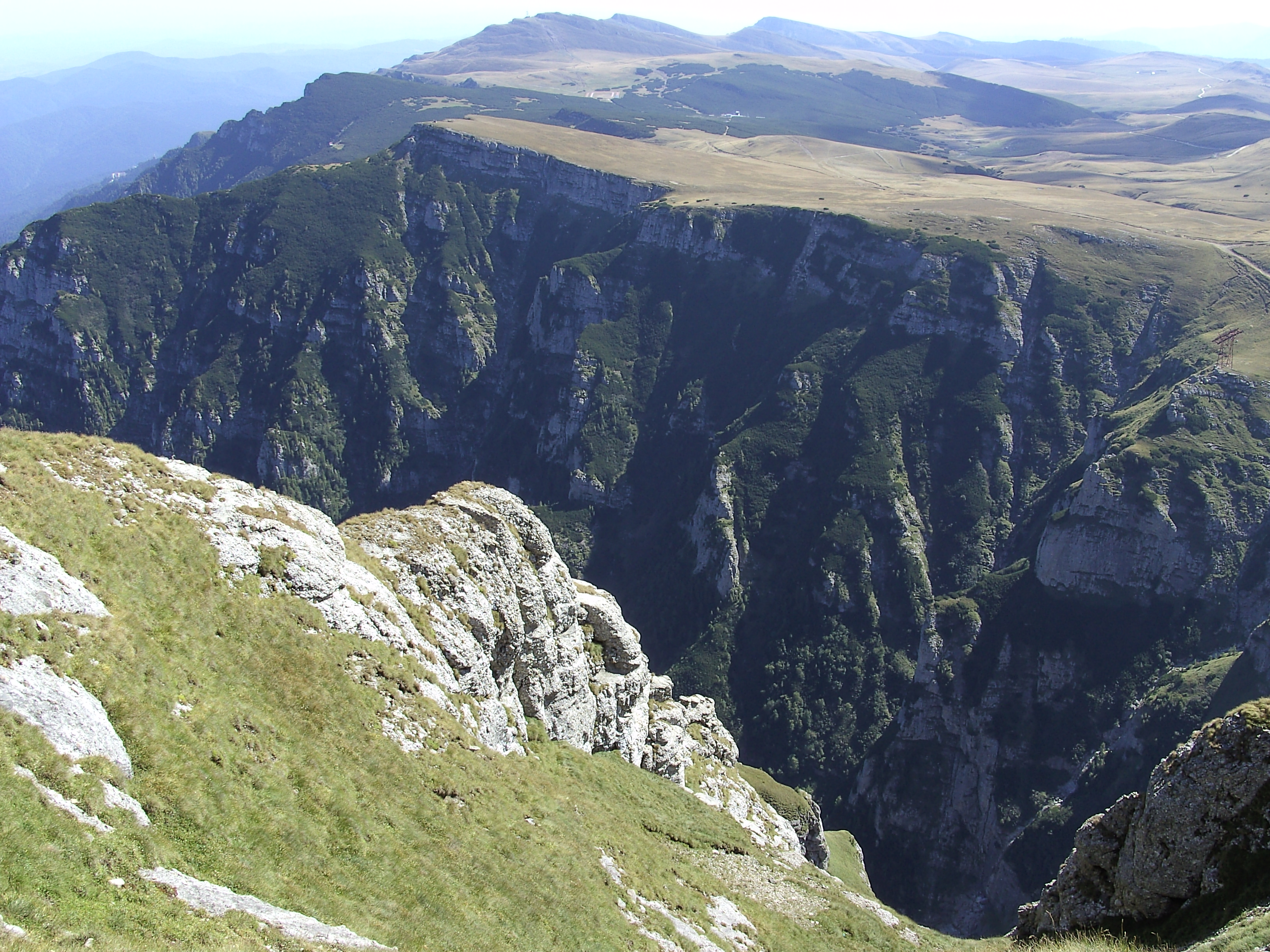
Bucegi-Gebirge mit Jepii Mici-Spitze (Vordergrund)
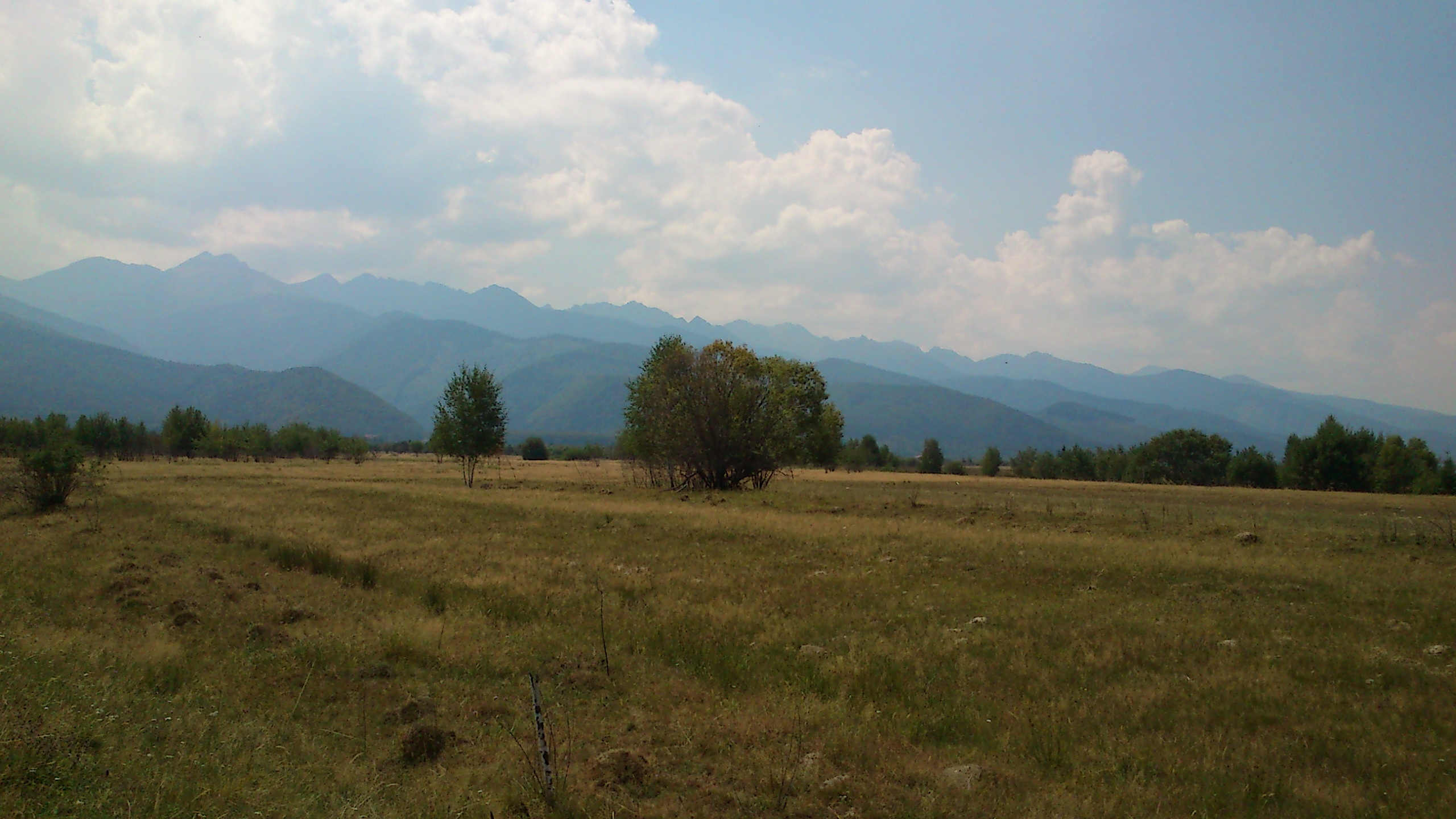
Die Südkarpaten aus der Ferne
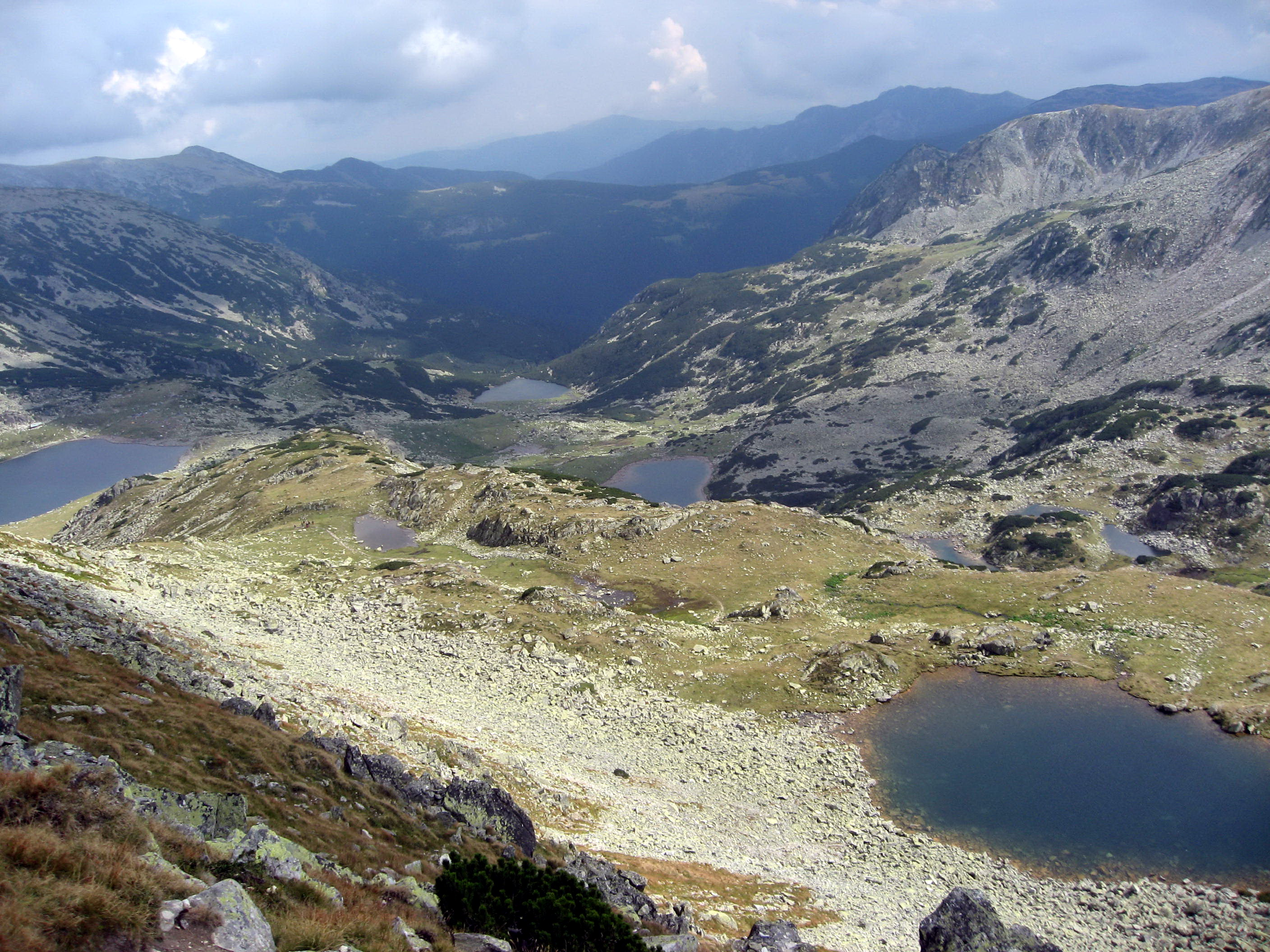
Gletscherseen im Retezat-Gebirge
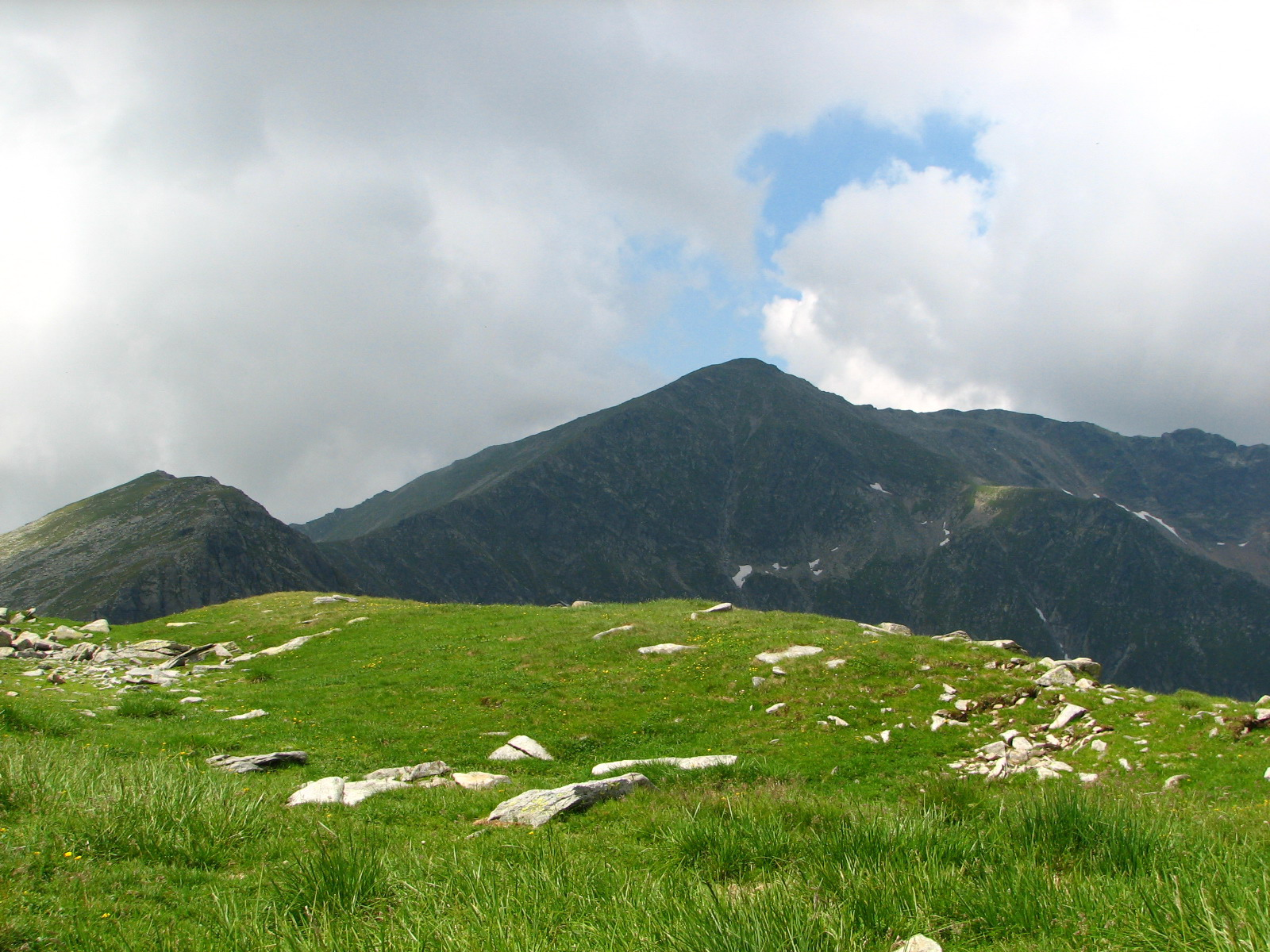
Landschaft im Parâng-Gebirge
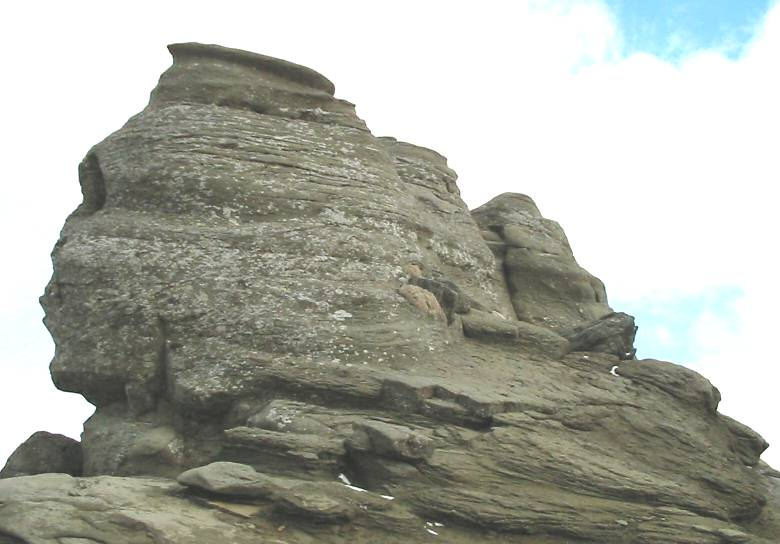
Die Sphinx im Bucegi-Gebirge
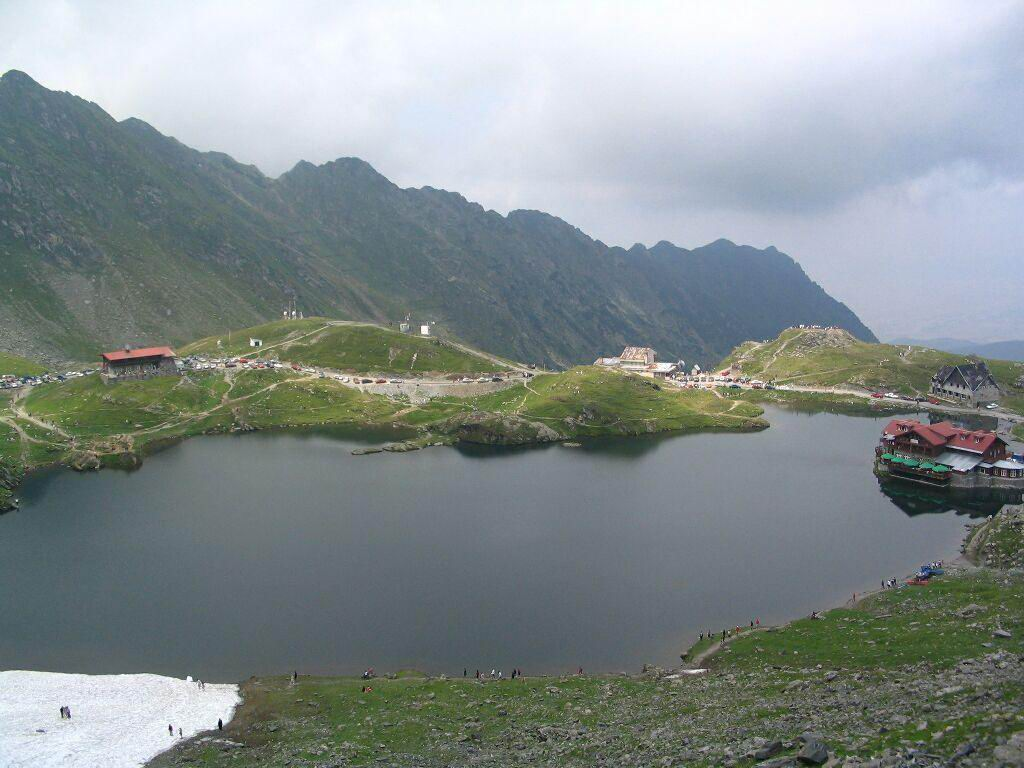
Bâlea-See im Făgăraș-Gebirge

## Städte
Größere Städte in dem Gebiet sind Brașov, Sibiu, Petroșani, Reșița und Drobeta Turnu Severin. Die Region ist für den Tourismus noch nicht sehr stark erschlossen.

## Flüsse
Folgende Flüsse entspringen in den Südkarpaten:
- Argeș (deutsch: Argisch)
- Cibin
- Dâmbovița
- Gilort
- Ialomița
- Lotru
- Lotrioara
- Jiu de Est (deutsch: Östlicher Schil)
- Jiu de Vest (deutsch: Westlicher Schil)
- Motru
- Olteț
- Prahova
- Sadu
- Topolog